# Georges Rohner
Pour les articles homonymes, voir Rohner.
Georges Rohner est un peintre français né le 20 juillet 1913 à Paris et mort le 3 novembre 2000 à Lannion.

## Biographie
Georges Rohner naît le 20 juillet 1913 à Paris. Son oncle Georges Stugocki, professeur de dessin, lui donne très tôt goût à l’art et développe ainsi sa passion. En 1929, il quitte le lycée pour se présenter aux « galeries » de l’École des beaux-arts de Paris où il sera reçu. Un an plus tard, il sera admis comme élève à l’atelier Lucien Simon au même titre que Robert Humblot, Jacques Despierre, Paul Girol, Henri Jannot, Jean Lasne et Colette Beleys. Sous l'impulsion du critique Henri Hérault, il s'associe à Robert Humblot, Jannot, Lasne, le Canadien Alfred Pellant, Pierre Tal-Coat et Raymond Moisset pour fonder le mouvement Forces nouvelles qui prône le retour au dessin, le retour au métier consciencieux de la tradition dans un contact fervent avec la nature.
En 1932, son envie d’indépendance le pousse à quitter les Beaux-Arts et à louer un atelier avec Robert Humblot.
Il voyage en Espagne ainsi qu'aux Pays-Bas, où il découvre la ville d'Amsterdam. Au cours de son service militaire en Guadeloupe, il décore l’hôtel de ville de Basse-Terre. En 1940, il est fait prisonnier et interné à Trèves (Stalag XII-D). Il y décore la chapelle du stalag dont il conservera Le Christ aux prisonniers.
En 1959, il est nommé chargé de cours à l'École des beaux-arts et décoré de la Légion d'honneur. Il poursuit sa carrière comme professeur de dessin et couleurs à l'École nationale supérieure des arts décoratifs de Paris en 1962. En 1963 il est décoré de l'ordre des Arts et des Lettres. En 1968, Rohner est élu à l'Académie des beaux-arts où il occupe le fauteuil d’Ingres. Philippe Garel lui succède en 2015.
En 1987, une rétrospective est organisée au musée des beaux-arts de Quimper.
Georges Rohner meurt le 3 novembre 2000 à Lannion, et est inhumé à Locquirec (Finistère). Son épouse née Suzanne Guy est décédée à Lannion en 2002.
Différents artistes, écrivains, et institutions rendirent hommage à son œuvre et à son talent par la publication de livres, de courts-métrages, d’acquisition de toiles et de dessins.
Au cours de sa carrière, Rohner présenta ses œuvres à travers le monde dans une centaine d’expositions organisées par des galeries, des musées, et des Salons comme la Biennale de Venise, le Salon des indépendants, la galerie de Paris, le musée d’art moderne de la ville de Paris, la galerie Wildenstein & Co à New York, le musée des beaux-arts d’Orléans, l’Espace Cardin à Paris, le musée du Louvre. La galerie Framond expose ses œuvres à Paris lors de rétrospectives et de thématiques.

## Œuvres
- Musée des beaux-arts de Brest : Nature morte à la poêle noire, huile sur toile, 54 x 65,1 cm[2].

## Illustrations
- François Mauriac, Œuvres romanesques, 2 tomes, illustrés par Georges Rohner, Flammarion, Paris, 1965.

## Élèves
- Pierre Laffillé
- Jean-Pierre Pophillat

## Expositions
- « Georges Rohner, peintre et illustrateur de la légende napoléonienne », Boulogne-Billancourt, bibliothèque Marmottan, 27 avril – 16 juin 1984